# Altenkirchen (Westerwald)
Pour les articles homonymes, voir Altenkirchen (homonymie).
Altenkirchen (Westerwald) est une municipalité allemande située dans le land de Rhénanie-Palatinat et l'arrondissement d'Altenkirchen (Westerwald).

## Historique
Plusieurs combats y furent livrés entre les Autrichiens et les Français pendant les guerres de la Révolution française. Le général Kléber remporta la bataille d'Altenkirchen du 4 juin 1796 ; le général Marceau fut tué lors de celle du 19 septembre 1796.

## Jumelages
La ville est jumelée entre autres avec :
- Tarbes (France) ;
- Olszanka (Pologne).

## Source partielle
Marie-Nicolas Bouillet  et Alexis Chassang (dir.), « Altenkirchen (Westerwald) » dans Dictionnaire universel d’histoire et de géographie, 1878 (lire sur Wikisource)